# ФК Евроколеж (Пловдив)
ФК „Евроколеж“ е футболен отбор от Пловдив, България.
Създаден е през 2006 година като студентски клуб на Европейски колеж по икономика и управление. Играе домакинските си мачове на Спортния комплекс на Европейския колеж край село Оризари. Стадионът е с капацитет от 500 места. Клубните цветове са тъмносиньо и жълто. Участва в Югоизточната група на Трета аматьорска футболна лига.

## История
Клубът е основан през 2006 г. През сезон 2011/12, под ръководството на Митко Джоров, завършва на първо място в A областна група и се класира на бараж за влизане в Югоизточната В група. Побеждава с 3:1 Родопа (Смолян), но на финала губи с 1:2 от Хасково.
През следващия сезон в A областна група отборът отново завършва на 1-во място, воден от наставника Григор Иванов. В баража за влизане във В група надиграва с 1:0 Родопи (Момчилград) и с 4:0 Родопа (Смолян) и за първи път в своята история печели промоция за третия ешелон на родния футбол.
През сезон 2013/14, първи за клуба във В група, Евроколеж завършва на 9-о място.

## Състав 2016/2017
Към 1 ноември 2016 г.